# Masirana nippara
Masirana nippara là một loài nhện trong họ Leptonetidae.
Loài này thuộc chi Masirana. Masirana nippara được T. Komatsu miêu tả năm 1957.